# Amsinckia calycina
Amsinckia calycina är en strävbladig växtart som först beskrevs av Giuseppe Giacinto Moris, och fick sitt nu gällande namn av Arthur Oliver Chater. Amsinckia calycina ingår i släktet gullörter, och familjen strävbladiga växter. Inga underarter finns listade i Catalogue of Life.